# Phyllophaga foralita
Phyllophaga foralita är en skalbaggsart som beskrevs av Saylor 1938. Phyllophaga foralita ingår i släktet Phyllophaga och familjen Melolonthidae. Inga underarter finns listade i Catalogue of Life.